# Gorazd Sotler
Gorazd Sotler (rojen Sottler) (1. julij 1930–21. april 1987) je bil slovenski akademski kipar. Živel in delal je v Ljubljani.

## Življenje
Gorazd Sotler se je rodil 1. julija 1930 v Šentrupertu na Dolenjskem. Njegov oče je bil iz Sromelj pri Brežicah, mama pa iz Šentruperta na Dolenjskem iz številne kmečke družine. Gorazd je bil drugi od treh otrok. Pred njim se je rodila Darinka, ki je po manj kot letu dni umrla, za njim pa Ciril. Gorazd je zgodnje otroštvo preživel v Rogaški Slatini, kjer je bil njegov oče direktor zdravilišča. 
Kasneje so se preselili v Ljubljano, za Bežigrad v t. i. Suhadolčevo hišo na Pribinovi ulici. Kot otrok se je učil violine, kazal pa je tudi veliko likovno nadarjenost. Njegove risbe sta starša odnesla pokazat v bližini živečemu kiparju Borisu Kalinu, ki je potrdil dečkovo nadarjenost. Vzel ga je za vajenca v svoj atelje za Bežigradom. Gorazd je sprva pospravljal orodje, pometal atelje in gnetel glino. Kasneje pa mu je kipar zaupal tudi težje kiparske naloge. Iz tega obdobja se je ohranil mavrični kip "Deček, ki jezdi polža", ki kaže na veliko nadarjenost mladega Gorazda. 
Po končani osnovni šoli, ki jo je v letih 1937 in 1941 obiskoval v Ljubljani, se je vpisal na klasično gimnazijo (1941–49), zatem pa na kiparstvo na Akademijo za upodabljajoče umetnosti v Ljubljani, današnja Akademija za likovno umetnost, kjer je študiral pri prof. Borisu in Zdenku Kalinu (1949–52). Leta 1953 je odšel v Zagreb, kjer je vpisal specializacijo iz kiparstva na Akademiji za likovne umetnosti v Zagrebu pri slavnem hrvaškem kiparju prof. Antunu Avgustinčiču, pri katerem je leta 1954 tudi diplomiral. Avgustinčič je bil tako navdušen nad mladim kiparjem, da je Gorazda celo prosil, da mu podari risbo. Iz tega obdobja se je ohranil tudi dnevnik, iz katerega je razviden ves idealizem mladega umetnika. Zagrebška akademija je imela takrat odličen oddelek za kiparstvo. Poleg Avgustinčiča je na njem takrat poučeval tudi odličen, a nekoliko bolj liričen kipar Frano Kršinić. Še posebej z ženskimi akti je močno vplival na mladega Gorazda. Ti so tudi kasneje ostali, poleg portreta, avtoportreta in risbe, njegova glavna umetniška tema. Po krajšem potovanju v Pariz leta 1954 je v letih 1955 in 1957 opravil podiplomski študij na specialki pri prof. Borisu Kalinu v Ljubljani.
Figurativni vplivi, ki jih je v Zagrebu integriral v svoje ustvarjanje in jih prinesel ob povratku v Ljubljano, doma niso bili dovolj razumljeni niti upoštevani. Tedaj je namreč kiparstvo v Ljubljani že močno krenilo v smer modernizma. Poleg tega je študij v Zagrebu pomenil prekinitev kontinuitete ustvarjanja v slovenskem prostoru. Tako mlademu kiparju po vrnitvi ni bil zaupan v delo noben javen spomenik, čeprav si je tega zelo želel. Zato je njegova kiparska pot krenila v smer intimne plastike. Nekaj časa si je delil atelje s slikarjem Marjanom Dovjakom. Kasneje je naredil njegov modernistični portret, ki je obveljal za enega najbolj zanimivih portretov tistega časa. 
Maja leta 1958 se je poročil s Sonjo, roj. Beretič, iz Šmarjete pri Novem mestu, in oktobra istega leta se jima je rodila hčerka Alenka Sottler. Po poroki se je zaposlil učitelj likovnega pouka na osnovni šoli Franca Rozmana Staneta v Šentvidu nad Ljubljano, kjer so ga otroci imeli zelo radi in so ga nadvse cenili. 
V zadnjih letih življenja je pustil službo učitelja za likovni pouk, se drugič poročil z Aljošo, roj. Koser, in se z njo naselil v Škofji Loki. Zaradi zdravstvenih razlogov ni več toliko kiparil, ampak se je posvetil raziskavam v keramiki, keramični skulpturi in slikarstvu.  
Smrt je prezgodaj prekinila njegovo ustvarjalno pot. Umrl je 21. aprila 1987 v Škofji Loki, kjer je tudi pokopan. 

## Delo
Gorazd Sotler je ustvarjal v različnih materialih, predvsem v železu, ki ga je varil in predeloval v oblike, ki niso popoln odraz naravnih oblik, a so še spoznavne. Težil je predvsem k ritmiki, ki jo je dosegal jo s ponavljanjem enakih podrobnosti. Njegove plastike so prej reliefne kot okrogle in rad sestavlja več figur v en okvir.
V obdobju učiteljevanja je ustvaril portrete mame Mare iz Šentruperta, žene Sonje, očeta Jožka in več portretov hčerke Alenke Sottler. Poleg tega se je ohranila cela vrsta portretnih krokijev njegovih učencev, iz katerih je razvidno, kako mojstrsko je obvladoval risbo. Poleg tega so v tem času nastajala tudi dela po naročilu, in sicer otroški portreti, nagrobne plastike in abstraktni kipi, tako v glini, lesu, železu kot kamnu. Ves ta čas se je tudi študijsko posvečal ženskemu aktu in avtoportretu. Vsakodnevno so nastajale številne risbe in kipci, a jih je zaradi Gorazdove izredne samokritičnosti veliko pristalo v smeteh. Tako je npr. znana tudi tale anekdota:
"Nekega dne je h Gorazdu na obisk v atelje prišel ženin brat. Ko se je vračal, se mu je zdelo, da je v smetnjaku nekaj opazil. Ko je stopil bližje, je v smetnjaku zagledal številne akte in jih hitro stlačil v potovalko. Doma jih je očistil, zloščil in razstavil. Ko ga je Gorazd čez čas obiskal, je bil nad razstavo kipcev navdušen in mu je rekel: "kje neki si dobil tako lepe kipce?" Ko mu je Marjan povedal, da v smetnjaku, ni mogel verjeti svojim ušesom, tako lepi so se mu zdeli..."
Tako se je kljub izredni delovni disciplini ohranilo razmeroma malo realiziranih Gorazdovih del.
Poleg kiparjenja se je ukvarjal tudi s slikarstvom. Pri slikah Gorazda Sotlerja ne moremo prezreti očitne sorodnosti z njegovimi plastičnimi stvaritvami, kajti odnos med platnom in potezo čopiča je lahko enak potezi v glini. Med problemi, ki jih razrešuje, je opazen proces opisovanja predmetne otipljivosti in prevladovanje prostorninske scene na sliki. Med zadnjimi deli prevladujejo slikarske miniature s prevladujočo središčno točko, iz katere izvaja atmosfero nekakšne harmonične elementarne ekspresije.
V zadnjih letih svojega življenja je ustvaril lep slikarski ciklus in precej keramičnih skulptur v sinter tehniki. V tem obdobju je izvedel tudi javno delo, veliko keramično plastiko za Onkološki inštitut v Ljubljani. Njegova risba je bila sprejeta tudi na mednarodni bienale risbe na Reki.
Poleg kiparstva in slikarstva pa se je Gorazd Sotler posvečal tudi pedagoškemu delu v okviru likovnega pouka.

## Samostojne razstave
- Galerija Poreč, Casa Romana
- Loški umetniški kipi, Škofja Loka, Puštalska kapela
- 1969 Halifax, Kanada
- 1987 Galerija Krka, Ljubljana, posthumno

## Skupinske razstave
- ZU, Škofka Loka, Galerija na gradu
- ZU, Idrija, Galerija Idrija
- ZU, Ajdovščina, Pilonova galerija
- Ljubljana, razstavni prostor UNIS-TOS
- 1954 Zagreb, razstava ALU
- 1956 Jakopičev paviljon, lolet ALU
- 1959 Moderna galerija, razstava absolventov
- 1962 II. bienale mladih Rijeka
- 1962 Slovenj Gradec
- 1963 razstava društva DSLU, udeležba na večini kasnejših razstav DSLU od leta 1963
- 1966 Verona, Italija, Sodobna slovenska umetnost
- 1973 Mestna galerija, INTART, Ljubljana
- 1976 Bežigrajska galerija
- 1977 Bežigrajska galerija
- 1978 Bežigrajska galerija
- 1978 Ptuj, slikarska kolonija Poetovio
- 1979 Liboje, slikarska kolonija
- 1986 Rijeka, mednarodni bienale

## Kulturne akcije v "Dolenčevi hiši"
- novoletni koncert
- literarno glasbeni večer ob kulturnem prazniku

## Javna dela
- keramična kompozicija v avli Onkološkega inštituta (12 m2)
- skulptura za Galerijo v Kostanjevici
- skulptura za Galerijo Poreč